# سوراکا
سوراکا (انگلیسی: Soracá) نام یک منطقه مسکونی در کلمبیا است.